# Giovani Wannabe
Giovani Wannabe è un singolo del gruppo musicale italiano Pinguini Tattici Nucleari, pubblicato il 27 maggio 2022 come primo estratto dal quinto album in studio Fake News.

## Descrizione
Il brano è un pop rock con elementi di musica elettronica. Il frontman Riccardo Zanotti ha raccontato il processo di realizzazione e il significato del brano:
(Riccardo Zanotti)

## Accoglienza
Fabio Fiume di All Music Italia assegna al brano un punteggio di 6 su 10, che sebbene ne apprezzi «la positività» delle parole del testo che spingono alla «voglia di ricercare cosa essere esattamente, cercare il proprio posto», rimane meno colpito dal punto di vista musicale, ritenendolo «frizzante in linea con la stagione [estiva] in arrivo, sicuramente piacevole ma anche piuttosto prevedibile. Nelle loro corde senza novità di rilievo».
Giuditta Avellina di GQ Italia «prova a riassettare la ricerca da un assunto di partenza: cogliere la bellezza, ammirarla» il cui «tutto è dedica, tutto è ispirazione, tutto è desiderio di celebrare la propria amata, di rileggere il passato in una chiave nuova, di imboccare una nuova e imprevista direzione» per la nuova generazione che cerca «un posto nel mondo, di un'autoaffermazione, un equilibrio, una risposta attesa, una paventata felicità».

## Video musicale
Il videoclip del brano, diretto da Francesco Lorusso, è stato pubblicato il 31 maggio 2022 attraverso il canale YouTube del gruppo musicale. I protagonisti del video sono Francesco Mehths Cicconetti, divulgatore per le tematiche transgender, e la compagna Chiara Pieri.
Cristiana Mariani de Il Giorno ha descritto il video musicale come «altamente simbolico» che racconta «quello che per molte persone in Italia e nel mondo spesso è un percorso accidentato e molto incerto: transizione di genere». La giornalista riscontra inoltre che la sceneggiatura del video si ispira a quelli degli anni Ottanta-Novanta, in cui «l'attenzione è puntata sulla storia che viene raccontata e non su chi la racconta». Fabrizio Basso di Sky TG24 rimane particolarmente colpito dalla coerenza tra le scene del videoclip e il significato del brano, scrivendo che si nota «una narrazione visiva dell'amore, della libertà di diventare ciò che si è o ciò che si vuole essere, della bellezza del cambiamento».

## Tracce
Testi di Riccardo Zanotti, musiche di Marco Paganelli e Riccardo Zanotti.
1. Giovani Wannabe – 3:34

## Successo commerciale
Il singolo ha raggiunto la posizione numero uno della classifica Top Singoli redatta da FIMI il 1º settembre 2022, contemporaneamente alla prima posizione nella classifica dei brani più trasmessi dalle emittenti radiofoniche italiane.

## Classifiche

### Classifiche settimanali
| Classifica (2022) | Posizione massima |
| ----------------- | ----------------- |
| Italia            | 1                 |

### Classifiche di fine anno
| Classifica (2022) | Posizione |
| ----------------- | --------- |
| Italia            | 7         |
| Classifica (2023) | Posizione |
| Italia            | 48        |

## Riconoscimenti
- SIAE Music Awards
  - 2023 – Canzone radio[16]
- Videoclip Italia Awards
  - 2023 – Candidatura al miglior videoclip pop[17]